# Avenida (metrostation)
Avenida  is een metrostation aan de Blauwe lijn van de Metro van Lissabon. Het station is geopend op 29 december 1959 en is gelegen aan de kruising van de Avenida da Liberdade en de Rua Manuel de Jesus Coelho.